# Caesarea Philippi
Situat la Banias, un loc în distinctul Baniyas în nord-vestul Siriei
Cezareea Philippi (literal „Cezareea lui Filip”; în greacă veche Καισαρεία Φιλίππεια, transliterat: Kaisareía Philíppeia) a fost un oraș antic situat la baza sud-vestică a Muntelui Hermon, cunoscut ca atare în timpul perioadei romane, după ce a fost cunoscut anterior în perioada elenistică ca Paneas (Πανειάς, /pəniːəs/ Pāneiás). Acest articol se referă la istoria orașului între perioada elenistică și perioada islamică timpurie, toate până la sosirea cruciaților. Acum aproape nelocuit, Cezareea lui Filip este un sit arheologic din Înălțimile Golan și este administrat de Israel ca parc național.